# 罗素·特鲁德
罗素·特鲁德（英語：Russell Brunell Trood，1948年12月5日—2017年1月9日），维多利亚州墨尔本人，是一位澳大利亚政治家。
他是澳大利亚自由党党员。他从2005年7月1日至2011年6月30日，代表昆士兰州担任澳大利亚参议员。他后来在2012年至2016年担任澳大利亚联合协会的主席。2017年1月9日，他在昆士兰州布里斯班去世，死于甲状腺癌，享年68岁。